# Великий латиноамериканский восток
Великий латиноамериканский восток (фр. Grand Orient latino-américain) (ВЛВ) — смешанное масонское послушание, ложи которого находятся в Европе и Латинской Америке. Он был создан в 1984 году при поддержке Великого востока Франции.

## История создания
После переворота 11 сентября 1973 года в Чили чилийские масоны отправились в Европу и аффелировались в разные французские послушания. Большинство масонов пришло в Великий восток Франции, который признал их как законных братьев своих лож.
Сначала был создан Великий чилийский восток в изгнании (первое название ВЛВ), который был создан чилийскими масонами находящимися в изгнании в различных европейских странах в разных масонских послушаниях. Это новое послушание позволило каждому масону ощутить принципы универсальности масонского братства, при этом находясь в своих послушаниях в разных странах.
Все эти масоны в изгнании также научились воспринимать сестёр как равных, не принимать никаких догм и постоянно продолжают искать правду во всех областях, будь то политика, общество или религия.
Так постепенно родилось желание создать новое послушание для Латинской Америки, которое бы продолжило развивать те гуманистические идеи, которые когда-то привели многие страны Латинской Америки к освобождению от колониального гнёта.
Окончательное признание патента Великого латиноамериканского востока произошло 21 июня 1984 года. В патенте выданном Великим востоком Франции утверждалось, что ВЛВ обладает всей полнотой масонской власти над своими ложами и имеет полный суверенитет.

## Текущая ситуация
ВЛВ является смешанным послушанием.
ВЛВ определяется как масонская, универсальная, прогрессивная, философская и филантропическая организация, которая характеризуется внутренней демократией, отсутствием дискриминации его членов в отношении этнической принадлежности, пола, национальности, профессии или политических, религиозных или философских взглядов.
ВЛВ считает себя светской организацией, с философским и адогматическими принципами, проявляющей терпимость, солидарность, осуществляющей поиск и установление истины, строгое соблюдение прав человека и следующей принципу свободы, равенства и братства.
Сегодня под юрисдикцией ВЛВ находятся ложи:
- 2 в Гватемале
- 3 в Эквадоре
- 3 в Уругвае
- 5 в Аргентине
- 1 в Парагвае
- 6 в Чили
- 2 в Бельгии: «Франсиско де Миранда» № 28, № 39 (Брюссель)
- 4 во Франции: «Lautaro» № 1 (Париж), «Универсальный союз» № 4 (Париж), «Латиноамериканское братство» № 22 (Орлеан) и Кордильера-де-лос-Анд (Тулуза).
- 1 в Испании,
- 4 в Швеции.

Всего в ВЛВ входит 28 лож.
Он является членом CLIPSAS с 1987 года.